# Balmes chikuni
Balmes chikuni là một loài côn trùng trong họ Psychopsidae thuộc bộ Neuroptera. Loài này được Wang & Bao miêu tả năm 2006.